# Formă (filozofie)
În filozofia lui Platon și Aristotel, forma este principiul activ, determinant al unui lucru.
Termenul a fost folosit în mod tradițional pentru a traduce conceptul de „eidos” prin care se înțelegea acea realitate permanentă care face ca un lucru să fie ceea ce este, spre deosebire de lucrurile particulare care sunt finite și supuse schimbării. Fiecare formă reprezintă modelul unei anumite categorii de lucruri din lumea materială. Astfel, există o formă a omului, a pietrei, a culorii, a frumosului și a dreptății. În timp ce lumea fizică perceptibilă prin simțuri se află într-o continuă schimbare, iar cunoașterea obținută pornind de la ea este limitată și variabilă, lumea formelor — ce poate fi cuprinsă doar cu ajutorul rațiunii — este eternă și neschimbătoare. Lucrurile particulare își trag toată realitatea din faptul ca participă la aceste forme sau le copiază în chip imperfect. Aristotel respinge conceptul abstract de formă al lui Platon susținând că orice obiect sensibil este format atât din materie, cât și din formă, nici una dintre ele neputând exista fără cealaltă. Pentru Aristotel, materia unui lucru este formată din acele elemente ale ei, despre care, atunci când lucrul a luat ființă, sunt cele ce au devenit acel lucru; forma unui lucru este modul de dispunere sau organizare care a permis unor astfel de elemente să devină lucrul respectiv. O bucată oarecare de bronz constituie materia care, atunci când i se dă o anumită formă, devine statuie sau sabie. Conceptul lui Aristotel de formă a fost adaptat și dezvoltat de Sf. Toma D'Aquino și de alți filozofi scolastici. Filozoful Immanuel Kant a folosit conceptul de formă pentru a descrie condițiile impuse de gândire experienței sensibile, adică spațiul și timpul.